# Niardo
Niardo (Gnàrt en dialecto Camunian ) es una ciudad y comuna en la Provincia de Brescia , en Lombardía .
Localización de Niardo en Val Camonica
Las comunas vecinas son Braone , Breno , Losine y Prestine .
Fue el lugar de nacimiento de San Obitius (Obitius), que es uno de los de la ciudad Patron Saints.

## Geografía

### Clima
Los datos de la estación meteorológica Niardo indican, basado en 33 años de datos de 1961 a 1990, la temperatura durante el mes más frío, enero promediaron -1.0 °C (30 °F), mientras que la del mes más cálido, julio fue de 20,5 °C (68,9 °F).

## Historia
No hay algún documento en el país que certifica el origen claro de Niardo, pero su origen se deducir de los antiguos origen de algunas expresiones en el dialecto local, que son claramente derivados a la lengua Celta y Latín. 
La presencia de la Roma Antigua es evidente por algunos nombres de lugares que han llegado a la actualidad sin grandes distorsiones tales como Sommavilla (Imavillae)

## Evolución demográfica
| Gráfica de evolución demográfica de Niardo entre 1861 y 2001 |
|                                                              |
| Fuente ISTAT - elaboración gráfica de Wikipedia              |